# Tymek
Tymek lub Seven Phoenix, właśc. Tymoteusz Tadeusz Bucki (ur. jako Tymoteusz Polcar 28 października 1994 w Opolu) – polski artysta, piosenkarz, autor utworów muzycznych i tekstów, producent muzyczny oraz kompozytor.
Jego płyty oraz utwory wielokrotnie osiągały status platynowych i diamentowych płyt. Sprzedał w Polsce ponad 90 tys. egzemplarzy swoich albumów.

## Życiorys
Mając pięć lat, wyjechał wraz z matką do Włoch, skąd po 10 latach wrócił do Polski.
W 2018 wystąpił w szóstej edycji Młodych Wilków oraz wydał singiel „Język ciała”. Piosenką zapowiadał album pt. Klubowe, który nagrał w duecie z Big Scythe. Piosenka stała się krajowym przebojem, a zrealizowany do niej teledysk osiągnął wynik ponad 194 mln wyświetleń w serwisie YouTube. W 2019 osiągnął ponad 1 mln słuchaczy na Spotify, wyprzedzając Taco Hemingwaya. Do 2025 utwór ten odsłuchany został na platformie ponad 85 milionów razy.
W 2020 wziął udział w charytatywnej akcji rapera Solara pt. #hot16challenge2, wydał dwa albumy studyjne: Fit i Piacevole oraz charytatywny minialbum Vestige. W 2021 jako pierwszy artysta wywodzący się z kultury hiphopowej w Polsce otrzymał podwójny diament za singiel „Język ciała”.

## Albumy studyjne
| Rok                                                     | Tytuł | Najwyższe pozycje na listach przebojów | Najwyższe pozycje na listach przebojów | Najwyższe pozycje na listach przebojów | Najwyższe pozycje na listach przebojów | Certyfikat              | Liczba sprzedanych egzemplarzy |
| Rok                                                     | Tytuł | OLiS                                   | OLiS str.                              | OLiS fiz.                              | OLiS win.                              | Certyfikat              | Liczba sprzedanych egzemplarzy |
| ------------------------------------------------------- | --- | -------------------------------------- | -------------------------------------- | -------------------------------------- | -------------------------------------- | ----------------------- | ------------------------------ |
| 2017                                                    | JestemTymek - Data: 15 grudnia 2017 - Wytwórnia: MaxFloRec, wydanie własne - Format: CD, digital download, streaming         | –                                      | –                                      | –                                      | –                                      |                         |                                |
| 2018                                                    | Sono - Data: 21 września 2018 - Wytwórnia: My Music, Renesans - Format: CD, digital download, streaming                      | 14                                     | –                                      | –                                      | –                                      |                         |                                |
| 2019                                                    | Klubowe - Data: 22 marca 2019 - Wytwórnia: Renesans, wydanie własne - Format: CD, digital download, streaming                | 2                                      | 18                                     | 20                                     | –                                      | - ZPAV: platynowa płyta | - POL: 30 000+                 |
| 2020                                                    | Fit - Data: 20 marca 2020 - Wytwórnia: wydanie własne, Fresh N Dope - Format: CD, digital download, streaming                | 2                                      | –                                      | 90                                     | –                                      | - ZPAV: platynowa płyta | - POL: 30 000+                 |
| 2020                                                    | Piacevole - Data: 13 sierpnia 2020 - Wytwórnia: My Music, wydanie własne - Format: CD, winyl, digital download, streaming    | 2                                      | –                                      | –                                      | 14                                     | - ZPAV: platynowa płyta | - POL: 30 000+                 |
| 2021                                                    | Popularne - Data: 13 sierpnia 2021 - Wytwórnia: Odrodzenie, Universal Music Polska - Format: CD, digital download, streaming | 2                                      | –                                      | –                                      | –                                      |                         |                                |
| 2022                                                    | Odrodzenie - Data: 1 kwietnia 2022 - Wytwórnia: Kayax - Format: CD, winyl, digital download, streaming                       | 19                                     | –                                      | –                                      | –                                      |                         |                                |
| 2023                                                    | Klubowe 2 - Data: 24 listopada 2023 - Wytwórnia: Odrodzenie, My Music - Format: CD, digital download, streaming              | 12                                     | 60                                     | 10                                     | –                                      |                         |                                |
| 2024                                                    | Tytuły dwa - Data: 13 września 2024 - Wytwórnia: Sony Music Entertainment Poland - Format: digital download, streaming       | –                                      | –                                      | –                                      | –                                      |                         |                                |
| „–” oznacza, że album nie był notowany na danej liście. | |                                        |                                        |                                        |                                        |                         |                                |

### Albumy studyjne jako Seven Phoenix
| Rok                                                     | Album                                                                                              | Najwyższa pozycja na liście | Certyfikat | Sprzedaż |
| Rok                                                     | Album                                                                                              | OLiS                        | Certyfikat | Sprzedaż |
| ------------------------------------------------------- | -------------------------------------------------------------------------------------------------- | --------------------------- | ---------- | -------- |
| 2022                                                    | Acapulco - Data: 17 września 2022 - Wytwórnia: Seven Phoenix - Format: digital download, streaming | –                           |            |          |
| „–” oznacza, że album nie był notowany na danej liście. | |                             |            |          |

### Minialbumy
| Rok                                                         | Album | Najwyższa pozycja na liście | Sprzedaż     |
| Rok                                                         | Album | OLiS                        | Sprzedaż     |
| ----------------------------------------------------------- | --- | --------------------------- | ------------ |
| 2018                                                        | Sono - Data: 22 czerwca 2018 - Wytwórnia: My Music - Format: CD, digital download, streaming                               | –                           |              |
| 2018                                                        | Renesans - Data: 21 września 2018 - Wytwórnia: My Music - Format: CD, digital download, streaming                          | –                           |              |
| 2020                                                        | Vestige - Data: 20 maja 2020 - Wytwórnia: Universal Music Polska, wydanie własne - Format: CD, digital download, streaming | 5                           | - POL: 3 000 |
| 2022                                                        | Król życia - Data: 1 kwietnia 2022 - Wytwórnia: Kayax - Format: CD, digital download, streaming                            | 7                           |              |
| 2022                                                        | Romantyk - Data: 1 kwietnia 2022 - Wytwórnia: Kayax - Format: CD, digital download, streaming                              | 6                           |              |
| 2022                                                        | Niespokojna dusza - Data: 1 kwietnia 2022 - Wytwórnia: Kayax - Format: CD, digital download, streaming                     | 8                           |              |
| 2022                                                        | Zima 22 - Data: 24 listopada 2022 - Wytwórnia: Follow - Format: CD, digital download, streaming                            | –                           |              |
| „–” oznacza, że minialbum nie był notowany na danej liście. | |                             |              |

### Mixtape’y
| Rok  | Dane dot. albumu |
| ---- | --- |
| 2014 | Fszystko Fszędzie - Data: 29 kwietnia 2014 - Wytwórnia: nielegal - Format: digital download, streaming              |
| 2014 | Studnia wspomnień - Data: 21 sierpnia 2014 - Wytwórnia: nielegal - Format: digital download, streaming              |
| 2015 | Przystań - Data: 2 kwietnia 2015 - Wytwórnia: nielegal - Format: digital download, streaming                        |
| 2016 | Tymes Mixtape - Data: 22 maja 2016 - Wytwórnia: nielegal, Opolska Strefa Rapu - Format: digital download, streaming |

### Single jako Tymek
| Rok | Tytuł                                                             | Najwyższe pozycje na listach przebojów | Najwyższe pozycje na listach przebojów | Najwyższe pozycje na listach przebojów | Najwyższe pozycje na listach przebojów | Najwyższe pozycje na listach przebojów | Najwyższe pozycje na listach przebojów | Certyfikat ZPAV             | Album                                                           |
| Rok | Tytuł                                                             | OLiS str.                              | OLiA                                   | POL (airplay nowości)                  | RMF Maxxx                              | SLiP                                   | Eska                                   | Certyfikat ZPAV             | Album                                                           |
| --- | ----------------------------------------------------------------- | -------------------------------------- | -------------------------------------- | -------------------------------------- | -------------------------------------- | -------------------------------------- | -------------------------------------- | --------------------------- | --------------------------------------------------------------- |
| 2013 | „Poranek”                                                         | –                                      | –                                      | –                                      | –                                      | –                                      | –                                      |                             | Studnia wspomnień                                               |
| 2013 | „Familiada”                                                       | –                                      | –                                      | –                                      | –                                      | –                                      | –                                      |                             | singiel niealbumowy                                             |
| 2014 | „To nie czas” (gościnnie: Wjk)                                    | –                                      | –                                      | –                                      | –                                      | –                                      | –                                      |                             | Studnia wspomnień                                               |
| 2014 | „Realia” (gościnnie: Kruk)                                        | –                                      | –                                      | –                                      | –                                      | –                                      | –                                      |                             | Fszystko Fszędzie                                               |
| 2014 | „Siła nośna” (gościnnie: Esiu)                                    | –                                      | –                                      | –                                      | –                                      | –                                      | –                                      |                             | singiel niealbumowy                                             |
| 2014 | „Studnia wspomnień”                                               | –                                      | –                                      | –                                      | –                                      | –                                      | –                                      |                             | Studnia wspomnień                                               |
| 2014 | „Niech żyje rap”                                                  | –                                      | –                                      | –                                      | –                                      | –                                      | –                                      |                             | singiel niealbumowy                                             |
| 2015 | „Open mind”                                                       | –                                      | –                                      | –                                      | –                                      | –                                      | –                                      |                             | singiel niealbumowy                                             |
| 2015 | „Sen”                                                             | –                                      | –                                      | –                                      | –                                      | –                                      | –                                      |                             | singiel niealbumowy                                             |
| 2015 | „Lucky day”                                                       | –                                      | –                                      | –                                      | –                                      | –                                      | –                                      |                             | singiel niealbumowy                                             |
| 2016 | „10 stopni”                                                       | –                                      | –                                      | –                                      | –                                      | –                                      | –                                      |                             | Tymes mixtape                                                   |
| 2016 | „Jak to zawsze”                                                   | –                                      | –                                      | –                                      | –                                      | –                                      | –                                      |                             | Tymes mixtape                                                   |
| 2016 | „W zieleni”                                                       | –                                      | –                                      | –                                      | –                                      | –                                      | –                                      |                             | Tymes mixtape                                                   |
| 2016 | „Widze”                                                           | –                                      | –                                      | –                                      | –                                      | –                                      | –                                      |                             | Tymes mixtape                                                   |
| 2016 | „Zabawa z majkiem”                                                | –                                      | –                                      | –                                      | –                                      | –                                      | –                                      |                             | Tymes mixtape                                                   |
| 2016 | „Tajemniczy ogród” (gościnnie: Ester, Machu, Metel)               | –                                      | –                                      | –                                      | –                                      | –                                      | –                                      |                             | Tymes mixtape                                                   |
| 2016 | „Czasem tak bywa” (gościnnie: Ander, Machu, Metel, Micu)          | –                                      | –                                      | –                                      | –                                      | –                                      | –                                      |                             | Tymes mixtape                                                   |
| 2017 | „Inny niż każdy”                                                  | –                                      | –                                      | –                                      | –                                      | –                                      | –                                      |                             | JestemTymek                                                     |
| 2017 | „Ona”                                                             | –                                      | –                                      | –                                      | –                                      | –                                      | –                                      |                             | JestemTymek                                                     |
| 2017 | „Suka” (gościnnie: Fejz)                                          | –                                      | –                                      | –                                      | –                                      | –                                      | –                                      |                             | JestemTymek                                                     |
| 2017 | „Idę”                                                             | –                                      | –                                      | –                                      | –                                      | –                                      | –                                      |                             | JestemTymek                                                     |
| 2017 | „Ponton”                                                          | –                                      | –                                      | –                                      | –                                      | –                                      | –                                      |                             | JestemTymek                                                     |
| 2017 | „Falapary”                                                        | –                                      | –                                      | –                                      | –                                      | –                                      | –                                      |                             | JestemTymek                                                     |
| 2017 | „Początek”                                                        | –                                      | –                                      | –                                      | –                                      | –                                      | –                                      |                             | JestemTymek                                                     |
| 2017 | „List do Ciebie”                                                  | –                                      | –                                      | –                                      | –                                      | –                                      | –                                      |                             | JestemTymek                                                     |
| 2017 | „11:11” (gościnnie: Vixen, Daria Ryczek)                          | –                                      | –                                      | –                                      | –                                      | –                                      | –                                      |                             | JestemTymek                                                     |
| 2017 | „Wachlarz”                                                        | –                                      | –                                      | –                                      | –                                      | –                                      | –                                      |                             | JestemTymek                                                     |
| 2017 | „Ch*j”                                                            | –                                      | –                                      | –                                      | –                                      | –                                      | –                                      |                             | singiel niealbumowy                                             |
| 2018 | „Sorry” (gościnnie: Emuody)                                       | –                                      | –                                      | –                                      | –                                      | –                                      | –                                      |                             | singiel niealbumowy                                             |
| 2018 | „de_train”                                                        | –                                      | –                                      | –                                      | –                                      | –                                      | –                                      |                             | Sono                                                            |
| 2018 | „Powietrze” (gościnnie: Sarius)                                   | –                                      | –                                      | –                                      | –                                      | –                                      | –                                      | - ZPAV: złota płyta         | Sono                                                            |
| 2018 | „Sambo”                                                           | –                                      | –                                      | –                                      | –                                      | –                                      | –                                      |                             | Sono                                                            |
| 2018 | „Bierz”                                                           | –                                      | –                                      | –                                      | –                                      | –                                      | –                                      |                             | Sono                                                            |
| 2018 | „Chmury” (gościnnie: Skip)                                        | –                                      | –                                      | –                                      | –                                      | –                                      | –                                      |                             | Sono                                                            |
| 2018 | „Cypher #1 Sezon 6” (oraz Jan-Rapowanie, Barto’cut12)             | –                                      | –                                      | –                                      | –                                      | –                                      | –                                      |                             | Popkiller Młode Wilki 6                                         |
| 2018 | „Takie piękne nic” (gościnnie: Sosad)                             | –                                      | –                                      | –                                      | –                                      | –                                      | –                                      |                             | Sono (minialbum)                                                |
| 2018 | „U mnie się sypie układa” (gościnnie: Frost)                      | –                                      | –                                      | –                                      | –                                      | –                                      | –                                      |                             | Sono (minialbum)                                                |
| 2018 | „Piramida” (oraz Siles, Zero, Pater, Michał Tomasik, Barto’cut12) | –                                      | –                                      | –                                      | –                                      | –                                      | –                                      |                             | Popkiller Młode Wilki 6                                         |
| 2018 | „Martwi idole”                                                    | –                                      | –                                      | –                                      | –                                      | –                                      | –                                      |                             | Popkiller Młode Wilki 6                                         |
| 2018 | „Instaćpuny” (gościnnie: Przyłu)                                  | –                                      | –                                      | –                                      | –                                      | –                                      | –                                      |                             | Sono                                                            |
| 2018 | „Toksyczne”                                                       | –                                      | –                                      | –                                      | –                                      | –                                      | –                                      |                             | Sono                                                            |
| 2018 | „Tabletki” (gościnnie: Frosti Rege)                               | –                                      | –                                      | –                                      | –                                      | –                                      | –                                      |                             | Sono                                                            |
| 2018 | „Semantyka”                                                       | –                                      | –                                      | –                                      | –                                      | –                                      | –                                      | - ZPAV: 3× platynowa płyta  | Sono                                                            |
| 2018 | „Jestem”                                                          | –                                      | –                                      | –                                      | –                                      | –                                      | –                                      |                             | Sono                                                            |
| 2018 | „Harley Davidson” (gościnnie: Trill Pem)                          | –                                      | –                                      | –                                      | –                                      | –                                      | –                                      |                             | Renesans                                                        |
| 2018 | „Film” (gościnnie: Lelon)                                         | –                                      | –                                      | –                                      | –                                      | –                                      | –                                      |                             | Renesans                                                        |
| 2018 | „Otwieramy głowy” (gościnnie: Pabis)                              | –                                      | –                                      | –                                      | –                                      | –                                      | –                                      |                             | Renesans                                                        |
| 2018 | „Język ciała” (gościnnie: Big Scythe)                             | –                                      | 36                                     | 4                                      | 7                                      | 22                                     | 1                                      | - ZPAV: 2× diamentowa płyta | Klubowe                                                         |
| 2018 | „Romans”                                                          | –                                      | –                                      | –                                      | –                                      | –                                      | –                                      | - ZPAV: platynowa płyta     | Klubowe                                                         |
| 2018 | „Z ziemi włoskiej do Polski”                                      | –                                      | –                                      | –                                      | –                                      | –                                      | –                                      | - ZPAV: złota płyta         | Klubowe                                                         |
| 2019 | „Interesy”                                                        | –                                      | –                                      | –                                      | –                                      | –                                      | –                                      |                             | Klubowe                                                         |
| 2019 | „Poza kontrolą”                                                   | –                                      | –                                      | –                                      | –                                      | –                                      | 11                                     | - ZPAV: diamentowa płyta    | Klubowe                                                         |
| 2019 | „Jedyna”                                                          | –                                      | –                                      | –                                      | –                                      | –                                      | –                                      | - ZPAV: platynowa płyta     | Klubowe                                                         |
| 2019 | „Banalne” (gościnnie: Wiatr)                                      | –                                      | –                                      | –                                      | –                                      | –                                      | –                                      | - ZPAV: platynowa płyta     | Klubowe                                                         |
| 2019 | „Klubowa suka”                                                    | –                                      | –                                      | –                                      | –                                      | –                                      | –                                      | - ZPAV: platynowa płyta     | Klubowe                                                         |
| 2019 | „Rainman” (gościnnie: Trill Pem, Tede)                            | –                                      | –                                      | –                                      | –                                      | –                                      | –                                      | - ZPAV: diamentowa płyta    | Fit                                                             |
| 2019 | „JestemTymek”                                                     | –                                      | –                                      | –                                      | –                                      | –                                      | –                                      |                             | Fit                                                             |
| 2019 | „80's”                                                            | –                                      | –                                      | –                                      | –                                      | 34                                     | 35                                     | - ZPAV: platynowa płyta     | Piacevole                                                       |
| 2019 | „Kłapią Gębą” (gościnnie: FLEXLIKEKEV, Qry)                       | –                                      | –                                      | –                                      | –                                      | –                                      | –                                      | - ZPAV: platynowa płyta     | Fit                                                             |
| 2019 | „Będzie lepiej” (z MIYO)                                          | 68                                     | 42                                     | 3                                      | –                                      | 31                                     | 9                                      | - ZPAV: diamentowa płyta    | MIYO                                                            |
| 2019 | „Jaki chciałem być” (z Gedz)                                      | –                                      | –                                      | –                                      | –                                      | –                                      | –                                      |                             | untitled01                                                      |
| 2019 | „Radość”                                                          | –                                      | –                                      | –                                      | –                                      | –                                      | –                                      | - ZPAV: złota płyta         | Fit                                                             |
| 2019 | „Lekarstwo”                                                       | –                                      | –                                      | –                                      | –                                      | –                                      | –                                      | - ZPAV: złota płyta         | Piacevole                                                       |
| 2019 | „Anioły i demony” (gościnnie: Big Scythe, Deys)                   | –                                      | 24                                     | 2                                      | 4                                      | 7                                      | 1                                      | - ZPAV: diamentowa płyta    | Fit                                                             |
| 2019 | „Hollow” (gościnnie: Brennan Savage)                              | –                                      | –                                      | –                                      | –                                      | –                                      | –                                      |                             | singiel niealbumowy                                             |
| 2019 | „Chwilo trwaj” (z Pawbeats)                                       | –                                      | –                                      | –                                      | –                                      | –                                      | –                                      |                             | singiel niealbumowy                                             |
| 2019 | „Wokół cieni” (gościnnie: Wac Toja, OKI)                          | –                                      | –                                      | –                                      | –                                      | –                                      | –                                      |                             | Fit                                                             |
| 2019 | „Bravi Ragazzi”                                                   | –                                      | –                                      | –                                      | –                                      | –                                      | –                                      |                             | singiel niealbumowy                                             |
| 2019 | „Jak zostałem gangsterem” (gościnnie: Kasta, Matheo)              | –                                      | –                                      | –                                      | –                                      | –                                      | –                                      | - ZPAV: złota płyta         | Jak zostałem gangsterem. Historia prawdziwa (ścieżka dźwiękowa) |
| 2019 | „Ciągle w trasie” (gościnnie: Wac Toja, Trill Pem)                | –                                      | –                                      | –                                      | –                                      | –                                      | –                                      |                             | Fit                                                             |
| 2019 | „Jednym wózkiem”                                                  | –                                      | –                                      | –                                      | –                                      | –                                      | –                                      |                             | Fit                                                             |
| 2020 | „Syrop”                                                           | –                                      | –                                      | –                                      | 17                                     | –                                      | –                                      |                             | Piacevole                                                       |
| 2020 | „Milion” (gościnnie: PlanBe, OKI)                                 | –                                      | –                                      | –                                      | –                                      | –                                      | –                                      | - ZPAV: 2× platynowa płyta  | Fit                                                             |
| 2020 | „94'” (gościnnie: Kizo, Szpaku)                                   | –                                      | –                                      | –                                      | –                                      | –                                      | –                                      | - ZPAV: złota płyta         | Fit                                                             |
| 2020 | „Nieśmiertelność” (gościnnie: Bonson)                             | –                                      | –                                      | –                                      | –                                      | –                                      | –                                      |                             | Fit                                                             |
| 2020 | „Ecstasy” (gościnnie: Wac Toja)                                   | –                                      | –                                      | –                                      | –                                      | –                                      | –                                      |                             | Fit                                                             |
| 2020 | „Tabi”                                                            | –                                      | –                                      | –                                      | –                                      | –                                      | –                                      |                             | Piacevole                                                       |
| 2020 | „Jeziorko” (gościnnie: Kacperczyk)                                | –                                      | –                                      | –                                      | –                                      | –                                      | –                                      | - ZPAV: złota płyta         | Vestige                                                         |
| 2020 | „87bpm” (gościnnie: Miły ATZ, Paluch, Gverilla, DJ Decks)         | –                                      | –                                      | –                                      | –                                      | –                                      | –                                      |                             | Vestige                                                         |
| 2020 | „Język ciała 2020” (z Pawbeats)                                   | –                                      | –                                      | –                                      | –                                      | –                                      | –                                      |                             | Vestige                                                         |
| 2020 | „Aligator” (gościnnie: Awich)                                     | –                                      | –                                      | –                                      | –                                      | –                                      | –                                      |                             | Fresh N Dope Airlines                                           |
| 2020 | „Tranquillo”                                                      | –                                      | –                                      | –                                      | –                                      | –                                      | –                                      |                             | Piacevole                                                       |
| 2020 | „Mimosa”                                                          | –                                      | –                                      | –                                      | –                                      | –                                      | –                                      | - ZPAV: złota płyta         | Piacevole                                                       |
| 2020 | „Kultowe” (gościnnie: Holak)                                      | –                                      | –                                      | –                                      | –                                      | –                                      | –                                      |                             | Piacevole                                                       |
| 2020 | „Mare”                                                            | –                                      | –                                      | –                                      | –                                      | –                                      | –                                      |                             | Piacevole                                                       |
| 2020 | „Hendrix” (gościnnie: Gverilla)                                   | –                                      | –                                      | –                                      | –                                      | –                                      | –                                      |                             | Piacevole                                                       |
| 2020 | „Pomarańcze” (gościnnie: Tony Yoru)                               | –                                      | –                                      | –                                      | –                                      | –                                      | –                                      |                             | Piacevole                                                       |
| 2020 | „Beautiful” (gościnnie: Coals)                                    | –                                      | –                                      | –                                      | –                                      | –                                      | –                                      | - ZPAV: złota płyta         | Piacevole                                                       |
| 2020 | „Życie artysty” (gościnnie: Sarius)                               | –                                      | –                                      | –                                      | –                                      | –                                      | –                                      |                             | Piacevole                                                       |
| 2020 | „Follow” (gościnnie: Kbleax)                                      | –                                      | –                                      | –                                      | –                                      | –                                      | –                                      |                             | Piacevole                                                       |
| 2020 | „Frunę”                                                           | –                                      | –                                      | –                                      | –                                      | –                                      | –                                      |                             | singiel niealbumowy                                             |
| 2020 | „Molto Bene” (gościnnie: Ruskov)                                  | –                                      | –                                      | –                                      | –                                      | –                                      | –                                      |                             | singiel niealbumowy                                             |
| 2020 | „RELAJATE”                                                        | –                                      | –                                      | –                                      | –                                      | –                                      | –                                      |                             | singiel niealbumowy                                             |
| 2020 | „Oczko w głowie” (oraz Urbanski, Kuba Karaś)                      | –                                      | 39                                     | 2                                      | –                                      | 23                                     | –                                      | - ZPAV: 2× platynowa płyta  | singiel niealbumowy                                             |
| 2021 | „Rainman / Garaż”                                                 | –                                      | –                                      | –                                      | –                                      | –                                      | –                                      |                             | singiel niealbumowy                                             |
| 2021 | „Polska Ballada” (gościnnie: Lucassi)                             | –                                      | –                                      | –                                      | –                                      | 10                                     | –                                      |                             | singiel niealbumowy                                             |
| 2021 | „Klubowe 2”                                                       | –                                      | –                                      | –                                      | –                                      | –                                      |                                        |                             | singiel niealbumowy                                             |
| 2021 | „Pleasure” (oraz Magiera)                                         | –                                      | –                                      | –                                      | –                                      | –                                      | –                                      |                             | Popularne                                                       |
| 2021 | „Cielo Blu” (oraz Favst)                                          | –                                      | –                                      | –                                      | –                                      | –                                      | –                                      |                             | Popularne                                                       |
| 2021 | „Sophia Loren”                                                    | 3                                      | –                                      | –                                      | 1                                      | –                                      | –                                      | - ZPAV: złota płyta         | Popularne                                                       |
| 2021 | „Frisbee” (oraz 1988)                                             | –                                      | –                                      | –                                      | –                                      | –                                      | –                                      |                             | Popularne                                                       |
| 2021 | „Marilyn Monroe”                                                  | –                                      | –                                      | –                                      | –                                      | –                                      | –                                      | - ZPAV: złota płyta         | Popularne                                                       |
| 2021 | „Ostatni” (oraz Brodka, Urbanski)                                 | –                                      | –                                      | –                                      | –                                      | –                                      | –                                      | - ZPAV: platynowa płyta     | Rojst ‘97 (ścieżka dźwiękowa)                                   |
| 2021 | „Dziecko” (oraz BeMelo)                                           | –                                      | –                                      | –                                      | –                                      | –                                      | –                                      |                             | Popularne                                                       |
| 2021 | „Deweloper” (oraz Barnim)                                         | –                                      | –                                      | –                                      | –                                      | –                                      | –                                      |                             | Popularne                                                       |
| 2021 | „Kokaina” (oraz Ka-meal)                                          | –                                      | –                                      | –                                      | –                                      | –                                      |                                        |                             | Popularne                                                       |
| 2022 | „Odurzony snem” (oraz Urbanski)                                   | –                                      | –                                      | –                                      | –                                      | –                                      | –                                      |                             | Odrodzenie                                                      |
| 2022 | „Jeden uśmiech Twój” (oraz Urbanski)                              | –                                      | –                                      | –                                      | –                                      | –                                      | –                                      |                             | Odrodzenie                                                      |
| 2022 | „Blizny” (oraz Urbanski)                                          | –                                      | –                                      | –                                      | –                                      | –                                      | –                                      |                             | Odrodzenie                                                      |
| 2022 | „Cudzysłów” (oraz Urbanski)                                       | –                                      | –                                      | –                                      | –                                      | –                                      | –                                      |                             | Odrodzenie                                                      |
| 2022 | „Deszcz” (oraz Urbanski)                                          | –                                      | –                                      | –                                      | –                                      | –                                      | –                                      |                             | Odrodzenie                                                      |
| 2022 | „Bywam ludzki” (oraz Urbanski)                                    | –                                      | –                                      | –                                      | –                                      | –                                      | –                                      |                             | Odrodzenie                                                      |
| 2022 | „Zachwyt”                                                         | –                                      | –                                      | –                                      | –                                      | –                                      | –                                      |                             | singiel niealbumowy                                             |
| 2022 | „Podążaj” (oraz Urbanski)                                         | –                                      | –                                      | –                                      | –                                      | –                                      | –                                      |                             | Odrodzenie                                                      |
| 2022 | „Zadzwonię do Ciebie”                                             | –                                      | –                                      | –                                      | –                                      | –                                      | –                                      |                             | singiel niealbumowy                                             |
| 2022 | „Młody Milioner”                                                  | –                                      | –                                      | –                                      | –                                      | –                                      | –                                      |                             | singiel niealbumowy                                             |
| 2022 | „Pod gołym niebem”                                                | –                                      | –                                      | –                                      | –                                      | –                                      | –                                      |                             | singiel niealbumowy                                             |
| 2022 | „Kolorowych snów”                                                 | –                                      | –                                      | –                                      | –                                      | –                                      | –                                      |                             | singiel niealbumowy                                             |
| 2022 | „Małe rzeczy” (gościnnie: Faustyna Maciejczuk)                    | –                                      | –                                      | –                                      | –                                      | –                                      | –                                      |                             | singiel niealbumowy                                             |
| 2022 | „Chcesz to ze mną bądź” (gościnnie: Ofelia)                       | –                                      | –                                      | –                                      | –                                      | –                                      | –                                      |                             | singiel niealbumowy                                             |
| 2022 | „Ikona” (gościnnie: Julia Wieniawa)                               | –                                      | –                                      | –                                      | –                                      | –                                      | –                                      |                             | singiel niealbumowy                                             |
| 2022 | „Jak ich tu pokochać?” (oraz Rosalie.)                            | –                                      | –                                      | –                                      | –                                      | –                                      | –                                      |                             | singiel niealbumowy                                             |
| 2023 | „Adrenalina”                                                      | –                                      | –                                      | X                                      | –                                      | –                                      | –                                      |                             | singiel niealbumowy                                             |
| 2023 | „Wycieczka” (gościnnie: 2K)                                       | –                                      | –                                      | X                                      | –                                      | –                                      | –                                      |                             | singiel niealbumowy                                             |
| 2023 | „Chcesz tego czy nie chcesz”                                      | –                                      | –                                      | X                                      | –                                      | –                                      | –                                      |                             | Klubowe 2                                                       |
| 2023 | „Produkuję forsę”                                                 | –                                      | –                                      | X                                      | –                                      | –                                      | –                                      |                             | Klubowe 2                                                       |
| 2023 | „Błazy”                                                           | –                                      | –                                      | X                                      | –                                      | –                                      | –                                      |                             | Klubowe 2                                                       |
| 2023 | „Do Ciebie”                                                       | –                                      | –                                      | X                                      | –                                      | –                                      | –                                      |                             | Klubowe 2                                                       |
| 2025 | „Tacy sami”                                                       | –                                      | –                                      | X                                      | –                                      | –                                      | –                                      |                             | Tadeusz                                                         |
| „—” oznacza, że singel nie był notowany na danej liście. „X” oznacza, że lista przebojów nie istniała w danym okresie. |                                                                   |                                        |                                        |                                        |                                        |                                        |                                        |                             |                                                                 |

### Inne certyfikowane utwory
| Rok  | Tytuł                                        | Certyfikaty         | Album |
| ---- | -------------------------------------------- | ------------------- | ----- |
| 2020 | „Diamentowe Serca” (gościnnie: Kizo, Stamir) | - ZPAV: złota płyta | Fit   |

### Single jako Seven Pheonix
| Rok  | Tytuł                                                 | Album               |
| ---- | ----------------------------------------------------- | ------------------- |
| 2021 | „Muud” (z 1988)                                       | singiel niealbumowy |
| 2021 | „For U” (z Pham)                                      | singiel niealbumowy |
| 2021 | „Anakao” (z Lucassi)                                  | singiel niealbumowy |
| 2021 | „Wszystko Ok” (gościnnie: Szczyl)                     | singiel niealbumowy |
| 2021 | „Plikiforsen”                                         | singiel niealbumowy |
| 2021 | „Broń Czerwona” (gościnnie: Natalia Grosiak)          | singiel niealbumowy |
| 2021 | „Późne Popołudnie” (z Pham) (gościnnie: Vito Bambino) | singiel niealbumowy |
| 2022 | „AEIOU” (z Pham)                                      | singiel niealbumowy |
| 2022 | „40 Berlin” (z Barnim)                                | singiel niealbumowy |
| 2022 | „Likeus!” (z 1988)                                    | singiel niealbumowy |
| 2022 | „Agnieszka” (z Pham) (gościnnie: Anna Wyszkoni)       | singiel niealbumowy |

### Występy gościnne
| Rok                                                       | Tytuł | Najwyższe pozycje na listach przebojów | Certyfikat ZPAV            | Album                     |
| Rok                                                       | Tytuł | RMF Maxxx                              | Certyfikat ZPAV            | Album                     |
| --------------------------------------------------------- | --- | -------------------------------------- | -------------------------- | ------------------------- |
| 2014                                                      | „Puzzle” (oraz Big Scythe)                                                                                                 | –                                      |                            | singiel niealbumowy       |
| 2014                                                      | „Veni vidi vici” (oraz Chomik)                                                                                             | –                                      |                            | singiel niealbumowy       |
| 2015                                                      | „Kopę Lat” (oraz Esiu) | –                                      |                            | Powrót do korzeni         |
| 2015                                                      | „Masa Ludzka” (oraz Esiu)                                                                                                  | –                                      |                            | singiel niealbumowy       |
| 2017                                                      | „Mechanizm” (oraz Bejf) | –                                      |                            | Upgrade                   |
| 2017                                                      | „Bomberman” (oraz JazBrothers, Cezef, Emikae)                                                                              | –                                      |                            | JazBrothers Challenge     |
| 2017                                                      | „Kalendarze” (oraz Pokahontaz)                                                                                             | –                                      |                            | REset                     |
| 2017                                                      | „Marvel” (oraz Ten Preston)                                                                                                | –                                      |                            | symPATETYCZNY             |
| 2017                                                      | „Moda na sukces” (oraz Kontrasty)                                                                                          | –                                      |                            | Czarno Na Białym          |
| 2017                                                      | „Nie/pokorny” (oraz Esiu)                                                                                                  | –                                      |                            | #BangerBoy/GoodBoy        |
| 2018                                                      | „Pustka” (oraz Yappe) | –                                      |                            | singiel niealbumowy       |
| 2018                                                      | „Faza” (oraz Fejz) | –                                      |                            | Odzwierciedlenie          |
| 2018                                                      | „D.N.T.D.” (oraz RAJDER)                                                                                                   | –                                      |                            | ZŻyciaMixtape             |
| 2018                                                      | „#Krzysztofmajchrzak” (oraz DJ Kebs, Sensi)                                                                                | –                                      |                            | Nie zapomnij nakarmić psa |
| 2018                                                      | „Antymateria” (oraz Vixen)                                                                                                 | –                                      |                            | To nie vizt4pe            |
| 2018                                                      | „Nie bój się” (oraz Kleszcz)                                                                                               | –                                      |                            | Czerń i biel              |
| 2018                                                      | „911” (oraz Sosad) | –                                      |                            | Po nic za wszystko        |
| 2018                                                      | „Ej mała” (oraz Jony, White 2115)                                                                                          | –                                      |                            | singiel niealbumowy       |
| 2019                                                      | „Dementor” (oraz Filipek)                                                                                                  | –                                      | - ZPAV: 2× platynowa płyta | Następny do piekła        |
| 2019                                                      | „Dobry lot” (oraz Cooks, MR.G)                                                                                             | –                                      |                            | Miałem sen                |
| 2019                                                      | „Dobry plan” (oraz DJ Frodo)                                                                                               | –                                      | - ZPAV: złota płyta        | New World Rave            |
| 2019                                                      | „Slow mo” (oraz Wiatr) | –                                      | - ZPAV: platynowa płyta    | Koktajl Mixtape           |
| 2019                                                      | „Tusz” (oraz Smolasty) | –                                      | - ZPAV: 2× platynowa płyta | Pełnia                    |
| 2019                                                      | „Życie jest piękne” (oraz Kizo)                                                                                            | –                                      | - ZPAV: 2× platynowa płyta | Pegaz                     |
| 2019                                                      | „Jeee*ać łaków (remix)” (oraz Tede, Gedz, Dwa Sławy, JNR, Abel, Fokus, Mosad, Teabe, Wac Toja, Włodi, Te-Tris, Otsochodzi) | –                                      |                            | Karmagedon                |
| 2019                                                      | „Na dnie” (oraz Razgonov)                                                                                                  | –                                      |                            | singiel niealbumowy       |
| 2019                                                      | „Lolitka” (oraz Szopeen)                                                                                                   | –                                      |                            | Paradox Mixtape           |
| 2019                                                      | „detroit” (oraz Kartky) | –                                      | - ZPAV: platynowa płyta    | Dom na skraju niczego     |
| 2019                                                      | „Nie chciałem” (oraz Lemi)                                                                                                 | –                                      |                            | singiel niealbumowy       |
| 2019                                                      | „Brudne myśli” (oraz Zeamsone)                                                                                             | –                                      |                            | Hundred Bands             |
| 2019                                                      | „Oświecony” (oraz Ząbek)                                                                                                   | –                                      |                            | singiel niealbumowy       |
| 2019                                                      | „Rajaner” (oraz Kizo, Mr. Polska)                                                                                          | –                                      | - ZPAV: złota płyta        | Złoto i Biel              |
| 2019                                                      | „Jak nas” (oraz Frosti Rege)                                                                                               | –                                      |                            | Midas                     |
| 2019                                                      | „W inną stronę” (oraz Lav’)                                                                                                | –                                      |                            | singiel niealbumowy       |
| 2019                                                      | „Czarne oczy – Chilaca” (oraz Wac Toja)                                                                                    | –                                      |                            | Ostry sos                 |
| 2020                                                      | „Złoty chłopak” (oraz Holak)                                                                                               | –                                      |                            | Blask                     |
| 2020                                                      | „OVERHYPE9000” (oraz Kubi Producent, Szpaku)                                                                               | –                                      | - ZPAV: złota płyta        | Dzieci duchy              |
| 2020                                                      | „Czarne bluzy” (oraz PlanBe)                                                                                               | 6                                      |                            | Planet planek             |
| 2020                                                      | „Mama tried hier best” (oraz Bonson)                                                                                       | –                                      |                            | Królu złoty               |
| 2020                                                      | „Kusza” (oraz Siles) | –                                      |                            | Głębia                    |
| 2020                                                      | „Fresh N Dope Family Van” (oraz Trill Pem, Wac Toja, Szymi Szyms, Stamir, Szopeen, PlanBe, Harm Franklin, Siles)           | –                                      |                            | Fresh N Dope Airlines     |
| 2020                                                      | „Ile lat (remix)” (oraz Gverilla)                                                                                          | –                                      |                            | Hologram                  |
| 2020                                                      | „Być jak wy” (oraz Tede, Sir Mich)                                                                                         | –                                      |                            | Disco noir                |
| 2020                                                      | „Balladka” (oraz Magier, Falcon1)                                                                                          | –                                      |                            | Feat.                     |
| 2020                                                      | „Tokio drift” (oraz Szymi Szyms)                                                                                           | –                                      |                            | Tokio hotel               |
| 2020                                                      | „Złoty środek” (oraz MIYO, Grizzlee)                                                                                       | –                                      |                            | Złoty środek              |
| 2020                                                      | „PS” (oraz Kizo) | –                                      | - ZPAV: złota płyta        | Posejdon                  |
| 2021                                                      | „Ojojoj” (oraz Gverilla, Barto’cut12)                                                                                      | –                                      |                            | Yuupie                    |
| 2021                                                      | „Anastazja” (oraz Szczyl)                                                                                                  | –                                      |                            | Polska Floryda            |
| 2021                                                      | „Moja sztuka” (oraz Floral Bugs)                                                                                           | –                                      |                            | Moja sztuka               |
| 2021                                                      | „Nie Zrozumiesz” (oraz Sarius)                                                                                             | –                                      |                            | Antihype 2                |
| 2021                                                      | „Gelato” (oraz Margaret)                                                                                                   | –                                      |                            | Gelato EP                 |
| 2021                                                      | „Dziki” (oraz Deemz) | –                                      |                            | Sauce                     |
| 2022                                                      | „Folia” (oraz Czarny HIFI)                                                                                                 | –                                      |                            | Jeśli coś się stanie…     |
| 2022                                                      | „Plecak” (oraz 1988) | –                                      |                            | Ruleta                    |
| 2022                                                      | „Miejsca z plakatu” (oraz Hania)                                                                                           | –                                      |                            | W pełni                   |
| 2022                                                      | „Que Pasa” (oraz 1988, Margaret, Kacezet)                                                                                  | –                                      |                            | Ruleta Hardcore           |
| 2022                                                      | „Dyktafony” (oraz LXS) | –                                      |                            | Anima                     |
| 2023                                                      | „Kolor” (oraz Hania) | –                                      |                            | W pełni                   |
| 2024                                                      | „My Music Song 2” (oraz DJ Remo, Bajorson, Igula)                                                                          | –                                      |                            | singiel niealbumowy       |
| 2025                                                      | „Antydepresanty” (oraz Ikarus Feel)                                                                                        | –                                      |                            | singiel niealbumowy       |
| 2025                                                      | „Bądź Duży” (oraz Natalia Nykiel)                                                                                          | –                                      |                            | singiel niealbumowy       |
| „–” oznacza, że singiel nie był notowany na danej liście. | |                                        |                            |                           |

## Filmografia
- 2023: film fabularny Akademia pana Kleksa – jako wilkus Tymek[84][85]

## Nominacje
| Rok  | Nagroda         | Tytułem                                       | Kategoria                     | Rezultat  |
| ---- | --------------- | --------------------------------------------- | ----------------------------- | --------- |
| 2019 | Popkillery 2019 | całokształt                                   | Odkrycie Roku 2018            | Nominacja |
| 2020 | Popkillery 2020 | całokształt                                   | Raper roku (Gremium)          | Nominacja |
| 2020 | Popkillery 2020 | całokształt                                   | Raper roku (publiczność)      | Nominacja |
| 2020 | Popkillery 2020 | „Rainman” (Tymek, gościnnie: Tede, Trill Pem) | Kooperacja roku (publiczność) | Nominacja |

## Trasy koncertowe
- JestemTymek Tour (2017-2018)
- Sono Tour (2018)
- Klubowe Tour (2018-2019)
- FIT Tour (2020)
- Autumn Tour (2021)[89]
- Trasa Odrodzenie (2022)[90]
- TYMEK 2022 (2022)
- zima 22 (2022)[91]
- Klubowe 2 Tour (2024)[92][93]